# Afsån

Afsån, å på Västgötaslätten i Vara kommun, även kallad Afsan, Assån och i sitt övre lopp Larvaån. Biflöde till Lidan. Längd totalt ca 45 km. Afsån rinner upp nära Källeryd i Herrljunga kommun och strömmar åt nordväst in i Vara kommun. Där går Afsån först genom ett skogtäckt landskap mot Larvs kyrkby. Efter Larv kommer den ut på Västgötaslätten där den rinner genom Naum och där finns Huttla kvarn sedan fortsätter den åt nordväst mot Vara.
Man kan säga att Afsån rundar Vara tätort och sedan löper mot norr och nordost fram till mynningen i Lidan ca 1 km norr om Hällum (ca 2 mil söder om Lidköping). Viktigaste biflöden till Afsån är Nolån och Getån, båda från vänster.
Ån hette tidigare Kiust. Nuvarande namn kommer av dialektala "afse", 'liten bäck'. Möjligen har ån även hetat *Barkn och gett namn åt Barne härad.